# Heidrun
Heidrun ist ein weiblicher Vorname. Als Kurzform wird auch Heidi verwendet.

## Herkunft und Bedeutung
Der Name stammt ursprünglich aus der nordischen Mythologie. Er setzt sich zusammen aus dem Wortelement Heid- (aus ursprüngl. haidu) mit der Bedeutung 'Art, Wesen, Charakter' und dem Element -run mit der Bedeutung 'Geheimnis'.
In der nordischen Mythologie trägt auch eine unsterbliche Ziege, aus deren Eutern Met für die Einherjer fließt, den Namen Heidrun.
Im deutschen Sprachraum (vor allem in Deutschland und Österreich) ist der Name vor den 1930er Jahren kaum belegt.

## Bekannte Namensträgerinnen
- Heidrun Abromeit (* 1943), deutsche Politikwissenschaftlerin
- Heidrun Bartholomäus (* 1957), auch Heide Bartholomäus, deutsche Schauspielerin und Synchronsprecherin
- Heidrun Bluhm (* 1958), deutsche Politikerin (Die Linke)
- Heidrun Dittrich (* 1958), deutsche Politikerin (Die Linke)
- Heidrun Förster (* 1951), deutsche Politikerin (SPD)
- Heidrun Gärtner (* 1965), deutsche Schauspielerin
- Heidrun von Goessel (* 1944), deutsche Moderatorin und Schauspielerin
- Heidrun Hegewald (* 1936), deutsche Malerin, Graphikerin, Zeichnerin und Autorin
- Heidrun Heidecke (1954–2015), deutsche Pädagogin und Politikerin (Bündnis 90/Die Grünen)
- Heidrun Hesse (1951–2007), deutsche Philosophin
- Heidrun Jänchen (* 1965), deutsche Schriftstellerin
- Heidrun E. Mader (* 1977), deutsche Theologin und Historikerin
- Heidrun Merk (* 1945), deutsche Politikerin (SPD)
- Heidrun Möller (* 1945), deutsche Politikerin (SPD)
- Heidrun Mössner (* 1950), deutsche Autorin und Dokumentarfilmerin
- Heidrun Perdelwitz (1956–2020), deutsche Schauspielerin und Hörspielsprecherin
- Heidrun Rueda (* 1963), deutsche Malerin
- Heidrun Schellschmidt (* 1959), deutsche Politikerin (SPD)
- Heidrun Sedlacik (* 1952), deutsche Politikerin (Die Linke)
- Heidrun Silhavy (* 1956), österreichische Politikerin (SPÖ)
- Heidrun Stein-Kecks (* 1956), deutsche Kunsthistorikerin und Hochschullehrerin
- Heidrun Walther (* 1952), österreichische Politikerin (SPÖ)